# 反足黑頭魚
反足黑頭魚，為輻鰭魚綱黑头鱼目黑頭魚科的其中一種，為深海魚類，分布於中西太平洋海域，棲息深度430-1160公尺，體長可達60.7公分，棲息在底層水域，生活習性不明。

## 扩展阅读
維基物種上的相關：反足黑頭魚